# Kniha žalmů
Kniha žalmů (hebrejsky תהילים‎, tehilim, řecky ψαλμοί, psalmoi) je jednou z knih Starého zákona. Židé ji řadí mezi כתובים‎, Ktuvim (Spisy), křesťané mezi mudroslovnou (sapienciální) literaturu. Někdy se Kniha žalmů označuje také jako žaltář a – jak napovídá sám název – je sbírkou 150 hebrejských náboženských písní a chvalozpěvů.

## Charakteristika
Řecký termín ψαλμός psalmos je překladem hebrejského mizmor („píseň“). Do češtiny se slovo žalm dostalo přes latinu (psalmus). Toto označení odkazuje na provozovací praxi žalmů ve zhudebněné podobě. Hebrejské slovo תהילה‎ tehila (chvála) oproti tomu zdůrazňuje témata a obsah básní, kterými je oslava Boha a jeho skutků.
Žalmy jakožto básnické formy modliteb se nevyskytují jen v knize žalmů, ale najdeme je i jinde v Písmu (Kniha Soudců 5, Jonáš 2 apod.). Do větších celků byly tyto modlitby shromažďovány relativně brzy, avšak samotná Kniha žalmů, jak ji známe dnes, je poměrně pozdní. Ještě v Kumránu se nalezlo víc knih žalmů, které se lišily co do obsahu a šíře. Texty jednotlivých žalmů však vykazují jen málo odchylek. Na druhé straně v nich najdeme relativně mnoho chyb a textových porušení, což je zaviněno značným stářím i častým používáním žalmů.

## Struktura a číslování knihy žalmů

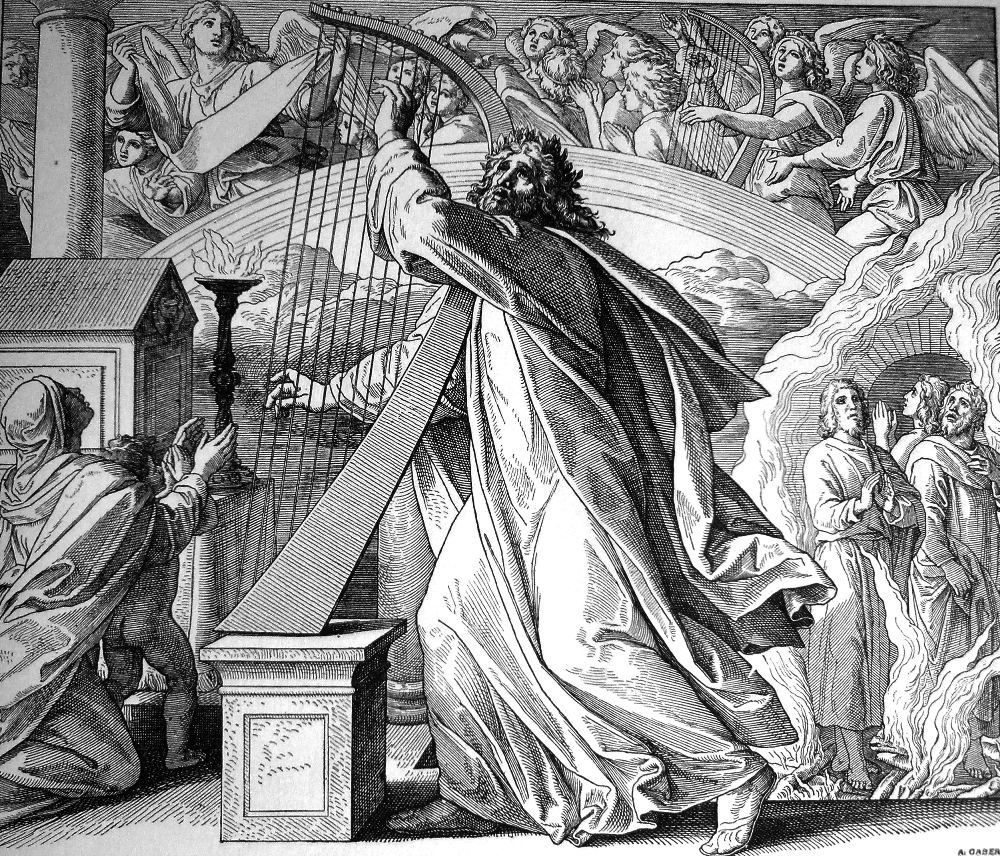
Král David zpívající žalmy za doprovodu harfy od G. Dorého

Žalmů je celkem 150 (v Septuagintě 151) a tvoří nejdelší knihu Tanachu (Starého zákona). Proto se dělila do částí (patrně svitků), které mají pravděpodobně odpovídat pěti knihám Tóry, a to následovně:
1. 1–41
2. 42–72
3. 73–89
4. 90–106
5. 107–150

Každá z těchto sekcí končí vlastní doxologií, která je dnes sice připojena vždy k poslednímu žalmu, avšak původně k němu nepatřila a sloužila jako uzávěr sekce. V případě páté sekce se nejedná o doxologii tvořenou jedním či dvěma verši, ale hned několika celými žalmy (146–150), které tak mohutně a oslavně zakončují celou knihu.
Toto dělení však bylo vytvořeno až sekundárně. Kniha žalmů obsahuje několik nezávislých sbírek, které původně kolovaly samostatně. Někdy výše zmíněné doxologie dělí tyto sbírky ve dví, takže byly vsunuty až později. Ze sbírek jsou nejvýznamnější:
1. Davidovy žalmy (3–41)
2. Elohistické žalmy (42–83)
3. Žalmy opěvující Boha-krále (93 a 95–100)
4. Poutní písně (120–134)

Původní sbírka začínala možná žalmem 2; žalm 1 by pak byl vsunut později jako meditativní úvod do celé knihy. Pro to mluví skutečnost, že v Bézově kodexu a v citaci u Origena ze Skutků apoštolských (Sk 13,33) se o žalmu 2 mluví jako o prvním žalmu žaltáře. Jiným vysvětlením je, že první dva žalmy byly chápány jako jeden celek.
Poněkud podrobněji zobrazuje strukturu žaltáře následující tabulka:
| Žalmy   | Oddíl           | Obsah a témata |
| ------- | --------------- | --- |
| 1–2     | Úvod žaltáře    | Tóra, Sión, eschatologická Boží vláda |
| 3–41    | 1. kniha        | Davidovské žalmy I (3–14; 15–24; 25–34; 35–41) |
| 42–72   | 2. kniha        | - Korachovy žalmy (42–49) - Asafovy žalmy (50) - Davidovy žalmy II (51–72) |
| 73–89   | 3. kniha        | - Asafovy žalmy (73–83) - Korachovy žalmy (84–89 – bez davidovského 86) |
| 90–106  | 4. kniha        | - Mojžíšská kompozice (90–92) - Hospodinovo království (93–100) - Davidovská kompozice III (101–103, 104–106) |
| 107–145 | 5. kniha        | - A žalmy díků - toda (107) - B Davidovy žalmy IV (108–110) - abecedni žalmy na Tóru (111–112) - Tzv. Halel (chvála) (113–118) - abecední žalm na Tóru (119) - poutní písně (120–134) - historické žalmy (135–136.137) - B Davidovy žalmy V (138–145) - A žalm chvály (145 – Království Hospodinovo) |
| 146–150 | Závěrečný halel | 10× Halelu Jah (chvalte Hospodina) - závěr žalmů, chvála Boha jako stvořitele a pána |

Kvůli této pestré struktuře knihy žalmů došlo i k tomu, že Septuaginta má částečně odlišné číslování žalmů než masoretský text. Ze Septuaginty vychází v číslování i Vulgáta a mnoho moderních překladů (např. italské). Vzájemný poměr je následující:
| Masoretský text | Septuaginta |
| --------------- | ----------- |
| 1–8             |             |
| 9-10            | 9           |
| 11-113          | 10-112      |
| 114-115         | 113         |
| 116             | 114-115     |
| 117-146         | 116-145     |
| 147             | 146-147     |
| 148-150         |             |
| —               | 151         |

Je zajímavé, že Septuaginta sice vznikla překladem hebrejského textu, přesto je rozdělení Žalmu 9–10 v dnešním hebrejském textu patrně chybné: jedná se totiž o jeden abecední Žalm, kde verše začínají jednotlivými písmeny hebrejské abecedy, a členění Septuaginty je tak původnímu textu bližší.

## Tituly žalmů
Žalmy jsou uvedeny tituly, které obsahují obvykle tři druhy informací: 1) hudební nástroje a melodie; 2) osobní jméno; 3) historické okolnosti.
Hudební nástroje a melodie jsou ryze praktického charakteru a říkají, jakým způsobem se mají žalmy provádět. Většinou se objevují následující druhy označení žalmů:
- šir, šira: píseň
- tehila: chvála
- tefila: modlitba
- miktam, maskil, šigajon: rozumný

Osobní jména představují problém. Jsou obvykle uvozena předložkou „ל“ (le-, k někomu, pro někoho), která může podle okolnosti uvozovat většinou posesivní genitiv (čí?) nebo dativ (komu?). Může to tedy být připsání autorství dané osobě nebo údaj, pro koho jsou určeny, kdo v nich mluví, případně i bližší určení žánru. Nejčastěji uváděná jména jsou:
- David (74 žalmů)
- Šalomoun, Mojžíš, Jeremjáš
- Asaf, Korachovci, Ethan a další…

Naprostá převaha Davidova jména vedla k tomu, že mu byl tradičně připisován celý žaltář.

## Literární druhy
Existují různé přístupy k dělení žalmů do kategorií. Hermann Gunkel (1862-1932) rozdělil žalmy podle převládajícího rysu dané zpívané modlitby do tří hlavních kategorií: chvalozpěv, žalozpěv a díkůvzdání. Craig Broyles zdůrazňuje dělení na liturgické žalmy (zpívané při chrámových bohoslužbách) a osobní žalmy (modlitby jednotlivce). Následující dělení pochází od Geralda Wilsona, ale i v něm je třeba zařazovat do kategorií opatrně, protože jednotlivá témata a motivy se navzájem překrývají:
- Hymny (chvalozpěvy). Žalmista chválí Hospodinovy skutky a charakter. Bůh je stvořitel a udržovatel vesmíru. Sem patří například žalmy 8; 29; 33; 146 až 150.
- Nářky (žalozpěvy). Žalmista hledá u Boha řešení problémů nebo nesnází. Prožívá pochybnosti, pocity, že Bůh je daleko. Příklady žalozpěvů jsou žalmy 22; 74; 88; 130.
- Díkůvzdání. Žalmista vyjadřuje svou vděčnost Bohu, který jej zachránil v jisté situaci v minulosti. Příkladem jsou žalmy 104; 107; 116; 136.
- Další typy žalmů. Kromě základních tří kategorií výše existují další skupiny, kolem kterých panuje menší souhlas:
  - Královské žalmy. Tyto žalmy se týkají izraelského (resp. judského) krále a používaly se pravděpodobně při jeho intronizaci, svatbě či jiných svátcích s králem spojených. Většinou jsou jako královské žalmy uváděny žalmy 2; 18; 20; 21; 45; 72; 89; 101; 110; 132; 144, verše 1-11.
  - Liturgické žalmy - určené přímo pro chrámovou liturgii. Žalmista společně s celým shromážděním přichází do chrámu před Boha a chválí skutky a charakter Boha. Někdy daná píseň vyzývá druhé ke chvále Boha a připomíná Hospodinovy skutky. Příkladem jsou žalmy 15; 24; 66; 118; 107; 136;
  - Hospodin kraluje. Slova „Hospodin kraluje“ jsou uvedena v úvodu žalmu. Dále je v královských žalmech přítomen motiv Boha jako krále, který má veškerou moc. Je to Bůh, kdo kraluje. Příkladem jsou žalmy 93 a 95 až 99.
  - Žalmy moudrosti a zákona. Tyto žalmy zdůrazňují, že je moudré číst Hospodinův zákon (Tóru) a dbát jeho pokynů. Sem lze zahrnout žalmy 1; 19; 73; 90; 107; 119; 145.
  - Další různé typy:
    - Žalmy důvěry. Tyto žalmy vyjadřují důvěru vůči Bohu. Sem patří žalmy 11; 23; 62; 91; 131.
    - Historické žalmy. Tyto žalmy se soustřeďují na hymnické vyprávění dějin Izraelského národa a na oslavu Boha, který se v dějinách o svůj národ staral. Např. žalmy 78; 105; 106.

## Poselství knihy žalmů
Žalmy jsou záznamem modliteb, jsou tedy vyjádřením živé víry jednotlivců i skupin. V žalmech se setkávají emoce i víra jejich autorů v reálných situacích jejich života - žalmista říká Bohu o své situaci a vyjadřuje svůj strach, prosby, chvály nebo díky. Protože texty biblických knih nebyly dříve lidem běžně dostupné, zpívané žalmy v chrámu a při bohoslužbách byly nejznámější částí Starého zákona. V křesťanské tradici modlitby hodin mají kněží i řeholníci každý týden projít všemi Žalmy, takže je často znají zpaměti. V reformaci z nich vznikaly oblíbené písně v národních jazycích.
Autoři žalmů uprostřed svých životních zápasů i radostí vyjadřují důvěru, že Bůh je mocný a dobrý. Asi nejznámějším žalmem je žalm 23, vyjadřující důvěru vůči Bohu, který žalmistu provede celým životem, jako pastýř provádí své ovce:

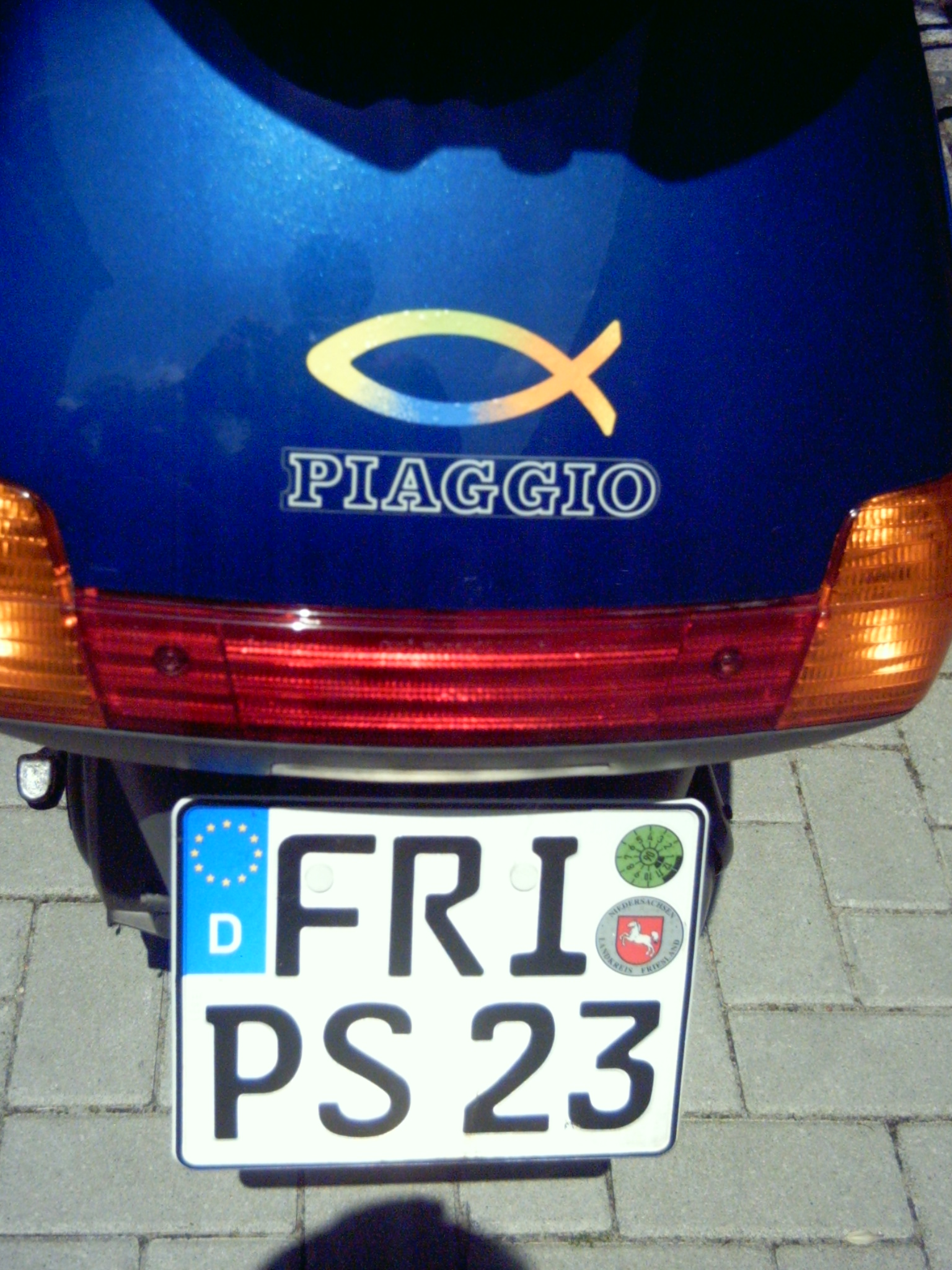
Popularitu žalmů v dnešní době dokazuje i tento motocyklista, hlásící se ke křesťanství a k poselství Žalmu 23

| „         | 1Žalm Davidův Hospodin je můj pastýř, nebudu mít nedostatek. 2Dopřává mi odpočívat na travnatých nivách, vodí mě na klidná místa u vod, 3naživu mě udržuje, stezkou spravedlnosti mě vede pro své jméno. 4I když půjdu roklí šeré smrti, nebudu se bát ničeho zlého, vždyť se mnou jsi ty. Tvoje berla a tvá hůl mě potěšují. 5Prostíráš mi stůl před zraky protivníků, hlavu mi olejem potíráš, kalich mi po okraj plníš. 6Ano, dobrota a milosrdenství provázet mě budou všemi dny mého žití. Do Hospodinova domu se budu vracet do nejdelších časů. | “ |
| — Žalm 23 | |   |